# Siphantina
Sous-tribu
Synonymes
- Siphantini Melichar, 1923

Les Siphantina sont une sous-tribu d'insectes de l'ordre des Hémiptères, du sous-ordre des Auchenorrhyncha, de la famille des Flatidae, de la sous-famille des Flatinae et de la tribu des Flatini.

## Genres
- Aflata Melichar, 1902
- Burnix Medler, 1988
- Carthaeomorpha Melichar, 1901
- Dakshiana Metcalf & Bruner, 1948
- Euphanta Melichar, 1902
- Euryphantia Kirkaldy, 1906
- Geraldtonia Distant, 1910
- Hesperophantia Kirkaldy, 1904
- Hypsiphanta Jacobi, 1928
- Lesabes Medler, 1988
- Parasiphanta Fletcher, 1988
- Siphanta Stål, 1862
- Utakwana Distant, 1914